# Dyckia richardii
Dyckia richardii är en gräsväxtart som beskrevs av P.J.Braun och Esteves. Dyckia richardii ingår i släktet Dyckia och familjen Bromeliaceae. Inga underarter finns listade i Catalogue of Life.

## Bildgalleri

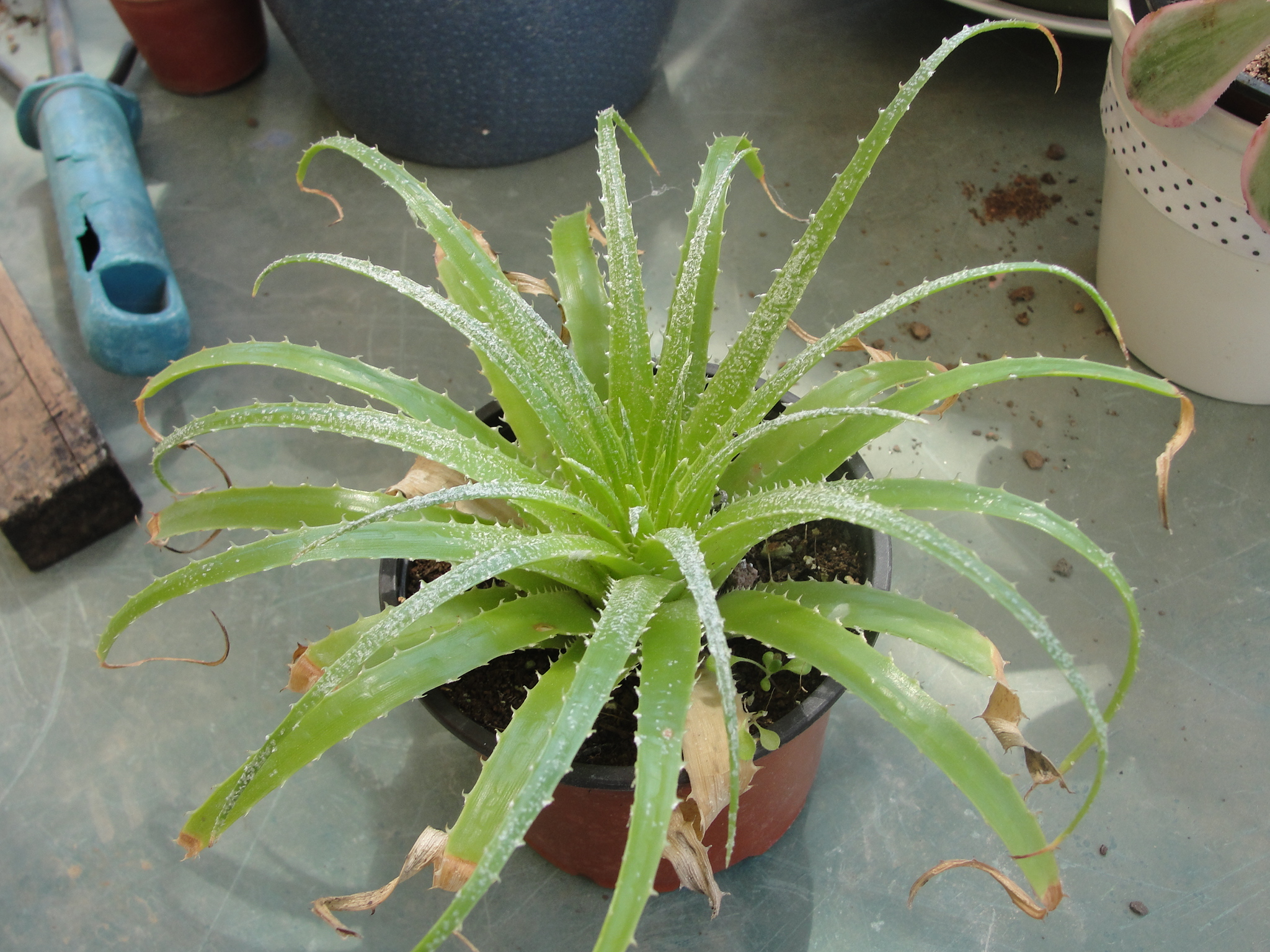